# Diplôme national d'arts et techniques
Pour les articles homonymes, voir DNAT.
Le Diplôme national d'arts et techniques (DNAT) mise en place en octobre 1983, sanctionne en France, un cursus de trois années d'études post-baccalauréat dans les écoles nationales, régionales et municipales d'art sous tutelle du ministère de la Culture français.
Il est homologué au niveau II[réf. nécessaire] de l'ancienne nomenclature de 1969 (équivalent au niveau 6 du RNCP).
II permet de se présenter aux concours externe et interne du CAPES et au concours externe du CAPET (arrêté du 7 juillet 1992, JO du 21 juillet 1992).
En 2014, l'arrêté régissant le DNAT est abrogé, et le DNAP et le DNAT fusionnent pour devenir le DNA,,.